# Куолоярві
Куолоярві (рос. Куолоярви) — населений пункт у Кандалакському районі Мурманської області Російської Федерації.
Населення становить 0 осіб. Належить до муніципального утворення Алакурттське сільське поселення.

## Населення
| 2002 | 2010 |
| ---- | ---- |
| 0    | →0   |